# Shamal
Pour l’article ayant un titre homophone, voir Chammal.
Albums de Gong
You
(1974) Gazeuse!
(1976)
Shamal, sorti en 1975, est le septième album de Gong.
Réalisé aux Basing Street Studios, à Londres, en 1975, après le départ de Daevid Allen et Gilly Smith et dernier pour Steve Hillage et Miquette Giraudy, Shamal est un album charnière dans la discographie du groupe. La musique n'est plus à connotation psychédélique comme sur les albums précédent mais reste planante. Elle tend vers le jazz-rock progressif qui sera la couleur des disques suivants : Gazeuse! et tous ceux du Pierre Moerlen's Gong. Par contre, contrairement aux albums futurs, le répertoire se teinte de musique du monde, de musique chinoise et andine dans Bambooji, et même de tango dans Cat in Clark's Shoes. Les vibraphones, déjà présents sur Angel's Egg et You, sont beaucoup plus utilisés. C'est l'album de la prise de pouvoir des musiciens jazz, dont le batteur Pierre Moerlen, sur ceux du psychédélisme. Steve Hillage ne participe d'ailleurs que très peu en ne jouant que sur deux pièces, déjà tourné vers sa carrière solo et son premier album solo Fish Rising.
Album de la transition, produit par Nick Mason de  Pink Floyd, Shamal, très apprécié des  « gongsters », reste une réussite.

## Titres
1. Wingful of Eyes (Howlett) (6:20)
2. Chandra (Lemoine) (7:18)
3. Bambooji (Malherbe) (5:13)
4. Cat in Clark's Shoes (Malherbe) (7:43)
5. Mandrake (Moerlen) (5:04)
6. Shamal (Mireille Bauer/Howlett/Lemoine/Malherbe/Moerlen) (9:00)

## Musiciens
- Pierre Moerlen : batterie, vibraphone, cloches tubulaires
- Patrice Lemoine : pianos, orgue, Mini-Moog
- Mike Howlett : chant, basse
- Didier 'Bloom' Malherbe : saxophones ténor & soprano, flûtes, flûtes de bambou, gongs
- Mireille Bauer : marimba, glockenspiel, xylophone, percussions & gongs

## Invités spéciaux
- Steve Hillage : guitares (Bambooji & Wingful of Eyes)
- Miquette Giraudy: chant (Bambooji)
- Sandy Colley : chant (Shamal)
- Jorge Pinchevsky : violon (Cat in Clark's Shoes, Bambooji, Shamal, Chandra)

## Production
- Nick Mason: production
- Clive Arrowsmith: design artistique, photographies
- Phil Ault, Dave Hutchins, Ben Tavera, Rick Curtain, Ben King: ingénieurs